# Chikage Awashima
Chikage Awashima (淡島千景, Awashima Chikage) est une actrice japonaise, née le 24 février 1924 à Tokyo et morte le 16 février 2012. Son vrai nom est Keiko Nakagawa (中川慶子, Nakagawa Keiko).

## Biographie
Chikage Awashima entre à l'école de musique et de danse Takarazuka en 1939 puis intègre la Revue Takarazuka en 1941. Elle entre à la Shōchiku en 1950 et apparait pour la première fois sur les écrans dans Tohu-bohu de Minoru Shibuya. Elle remporte pour cette prestation le prix Blue Ribbon de la meilleure actrice.
Chikage Awashima meurt à l'âge de 87 ans des suites d'un cancer du pancréas dans un hôpital de l'arrondissement de Meguro à Tokyo.
Elle a tourné dans plus de 150 films entre 1950 et 2010.

## Filmographie

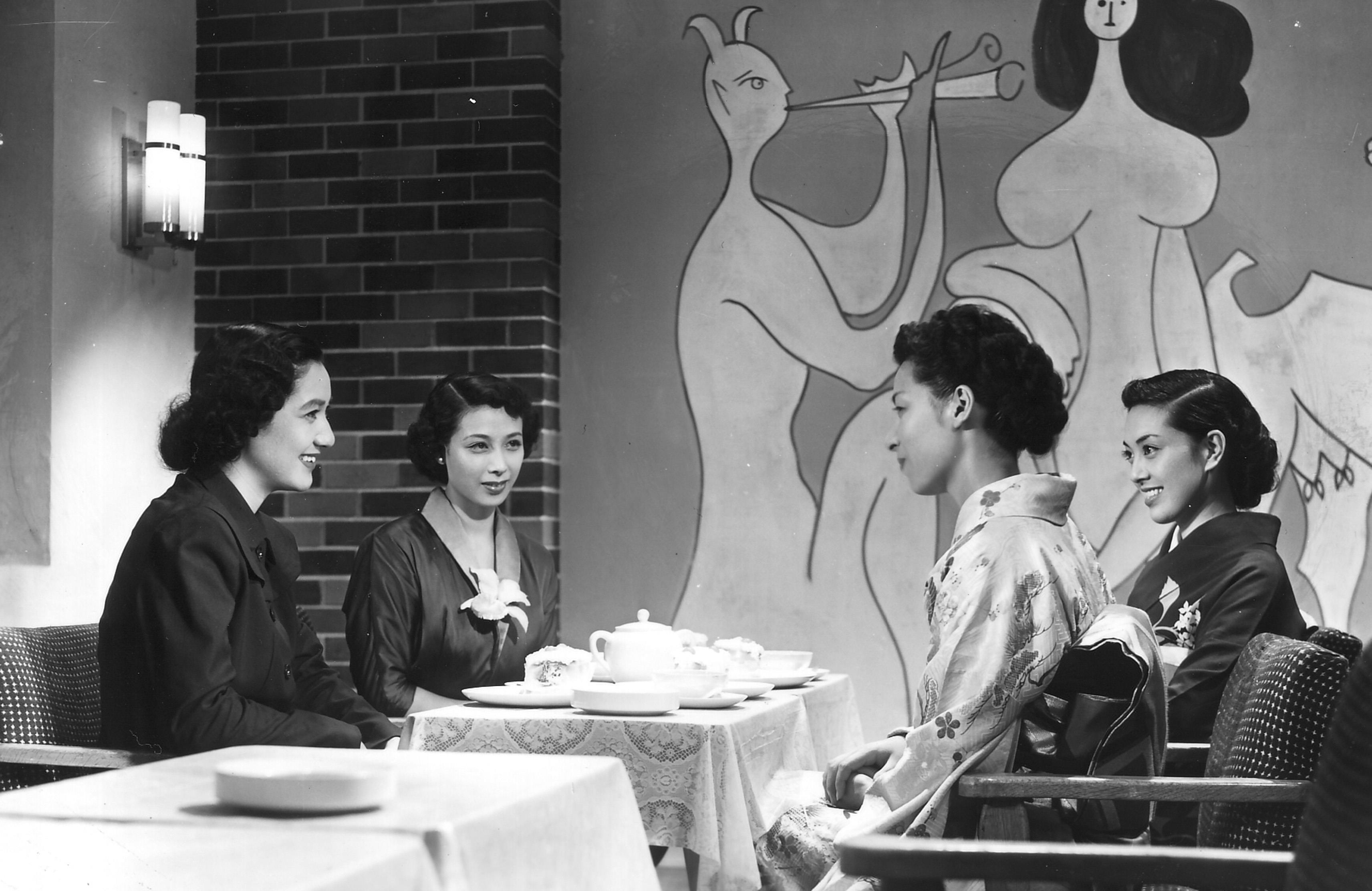
Setsuko Hara, Chikage Awashima, Matsuko Shiga et Kuniko Igawa dans Été précoce (1951).

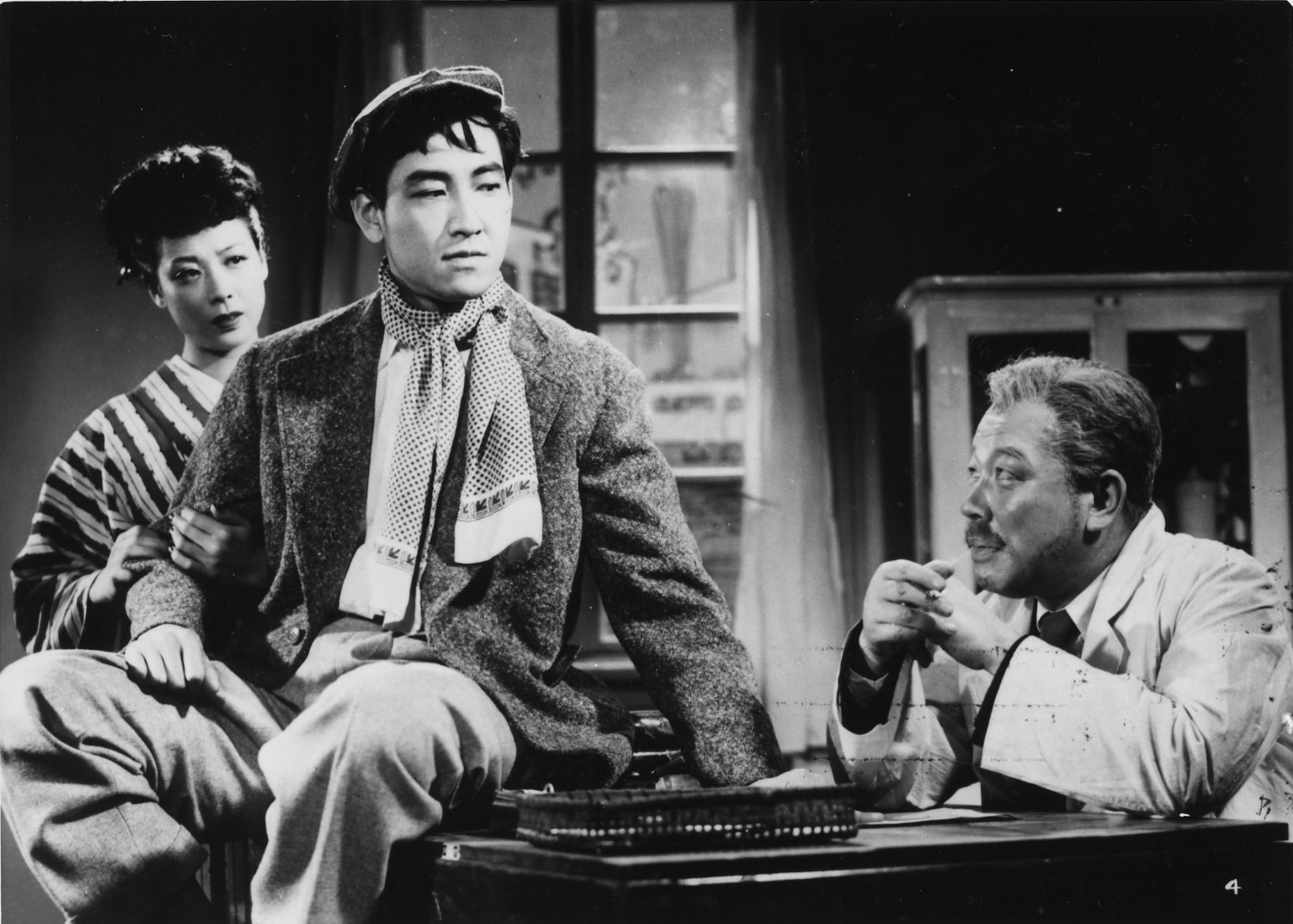
Chikage Awashima, Kōji Tsuruta et Eijirō Yanagi dans Pas de consultations aujourd'hui (1952).

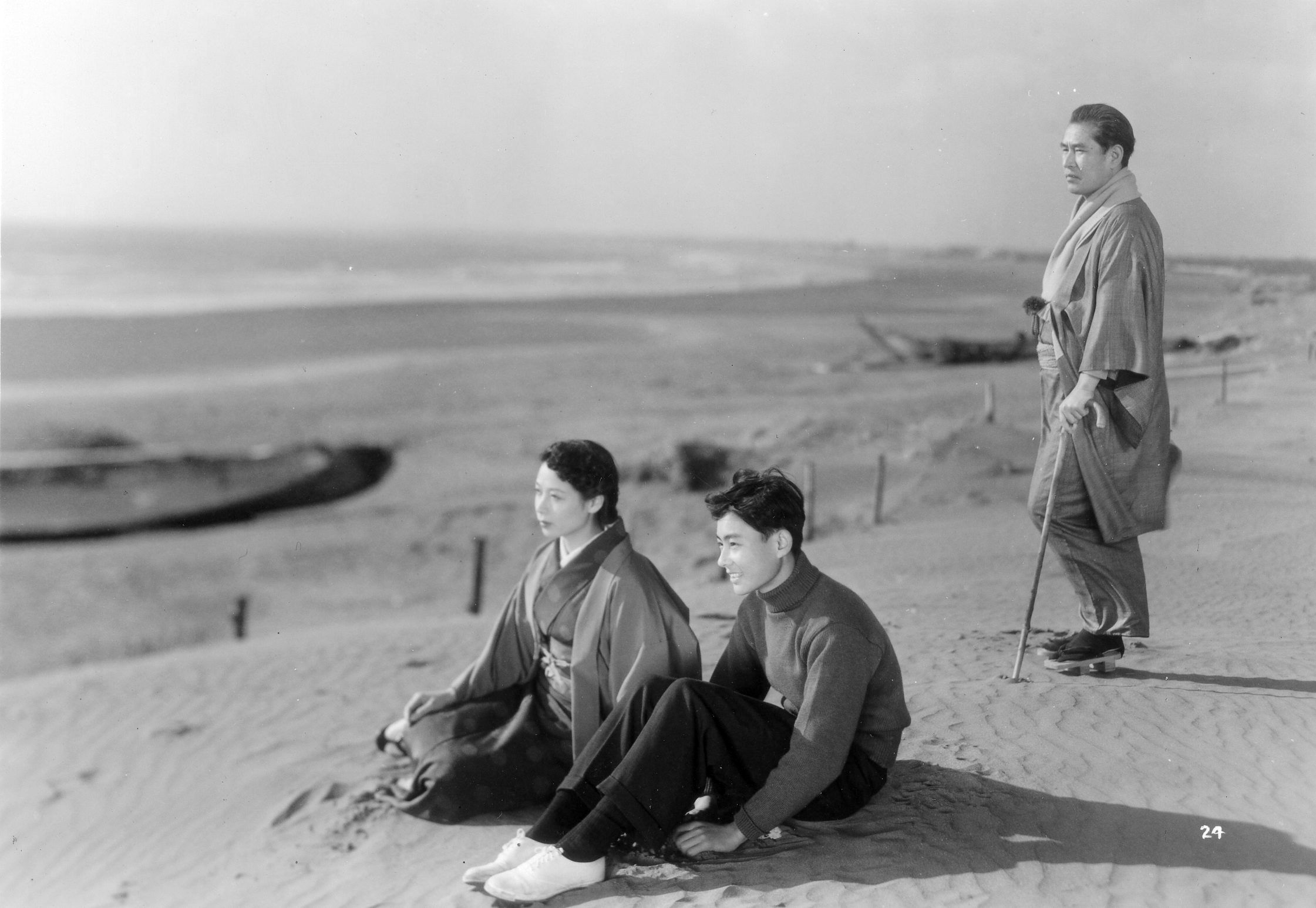
Chikage Awashima, Akira Ishihama et Shin Saburi dans Vagues (1952).

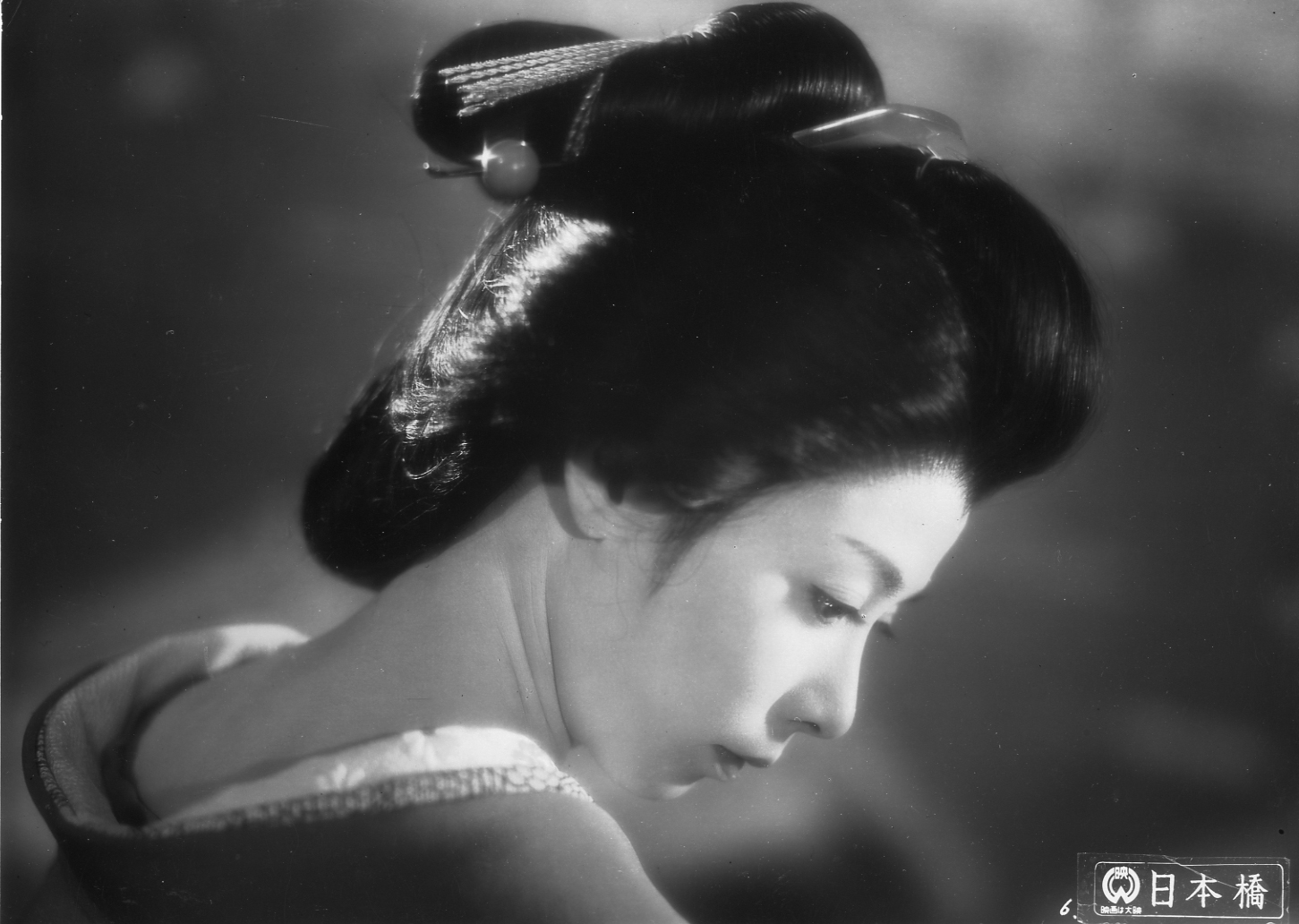
Dans Le Pont du Japon (1956).

Affiche de Chakkari fujin to Ukkari fujin: Fūfu goenman no maki (1956).

Sauf indication contraire, la filmographie de Chikage Awashima est établie à partir de la base de données JMDb.
- 1950 : Tohu-bohu (てんやわんや, Tenya wanya?) de Minoru Shibuya
- 1950 : Josei sanjūsō (女性三重奏?) de Yasushi Sasaki
- 1950 : Ojōsan makaritōru (お嬢さん罷り通る?) de Shunkai Mizuho (ja)
- 1950 : Okusama ni goyōjin (奥様に御用心?) de Noboru Nakamura
- 1951 : Le Bon Démon (善魔, Zen-ma?) de Keisuke Kinoshita
- 1951 : L'École de la liberté (自由学校, Jiyū gakkō?) de Minoru Shibuya
- 1951 : Wakai kisetsu (若い季節?) de Kenkichi Hara
- 1951 : Été précoce (麦秋, Bakushū?) de Yasujirō Ozu
- 1951 : Yume ōki koro (夢多き頃?) de Yasushi Sasaki
- 1951 : Inochi uruwashi (命美わし?) de Hideo Ōba
- 1952 : Yōkina wataridori (陽気な渡り鳥?) de Yasushi Sasaki
- 1952 : Pas de consultations aujourd'hui (本日休診, Honitsu kyūshin?) de Minoru Shibuya : Omachi
- 1952 : Vagues (波, Nami?) de Noboru Nakamura
- 1952 : Futatsu no hana (二つの花?) de Hideo Ōba
- 1952 : Okei-chan to Kurama sensei (お景ちゃんと鞍馬先生?) de Shunkai Mizuho (ja)
- 1952 : Tange Sazen (丹下左膳?) de Sadatsugu Matsuda
- 1952 : Le Goût du riz au thé vert (お茶漬の味, Ochazuke no aji?) de Yasujirō Ozu
- 1952 : Musashi et Kojiro (武蔵と小次郎, Musashi to Kojirō?) de Masahiro Makino
- 1952 : Un amour pur de Carmen (カルメン純情す, Karumen junjō su?) de Keisuke Kinoshita
- 1953 : Pêle-mêle (やつさもつさ, Yassa mossa?) de Minoru Shibuya
- 1953 : Ganpeki (岸壁?) de Noboru Nakamura
- 1953 : Kinpira sensei to ojōsan (きんぴら先生とお嬢さん?) de Yoshitarō Nomura
- 1953 : Bibō to tsumi (美貌と罪?) de Tsuruo Iwama (ja)
- 1953 : Quel est ton nom ? (君の名は, Kimi no na wa?) de Hideo Ōba
- 1953 : Hana no shōgai (花の生涯?) de Tatsuo Ōsone
- 1953 : Eaux troubles (にごりえ, Nigorie?) de Tadashi Imai
- 1953 : Quel est ton nom ? II (君の名は 第二部, Kimi no na wa: Dai-ni-bu?) de Hideo Ōba
- 1954 : Ban kara shain (蛮から社員?) de Manao Horiuchi
- 1954 : Shinjitsu ichiro (真実一路?) de Yūzō Kawashima
- 1954 : Quel est ton nom ? III (君の名は 第三部, Kimi no na wa: Dai-san-bu?) de Hideo Ōba
- 1954 : Hi wa shizumazu (陽は沈まず?) de Noboru Nakamura
- 1954 : Kinō to asu no aida (昨日と明日の間?) de Yūzō Kawashima
- 1954 : Seishun zenki (青春前期?) de Manao Horiuchi
- 1954 : Edo no yūbae (江戸の夕映?) de Noboru Nakamura
- 1954 : Okei-chan no chakkari fujin (お景ちゃんのチャッカリ夫人?) de Shunkai Mizuho (ja)
- 1954 : Chūshingura: Hana no maki, yuki no maki (忠臣蔵 花の巻、雪の巻?) de Tatsuo Ōsone
- 1955 : Hasshū yūkyōden: Shirasagi shamisen (八州侠客伝 白鷺三味線?) de Tsuruo Iwama (ja)
- 1955 : La Vie d'une femme (女の一生, Onna no issho?) de Noboru Nakamura
- 1955 : Zoku otoko daigaku: Shinkon kyōshitsu (続おとこ大学 新婚教室?) de Yoshitarō Nomura
- 1955 : Kokoro ni hana no saku hi made (心に花の咲く日まで?) de Shin Saburi
- 1955 : Hasshū yūkyōden: Genta abaregasa (八州侠客伝 源太あばれ笠?) de Tsuruo Iwama (ja)
- 1955 : Shuzenji monogatari (修禅寺物語?) de Noboru Nakamura
- 1955 : La Relation matrimoniale (夫婦善哉, Meoto zenzai?) de Shirō Toyoda
- 1955 : Taiyō wa hibi ni arata nari (太陽は日々新たなり?) de Yoshitarō Nomura
- 1955 : Ejima Ikushima (絵島生島?) de Hideo Ōba
- 1955 : Kimi utsukushiku (君美しく?) de Noboru Nakamura
- 1956 : Chakkari fujin to Ukkari fujin: Fūfu goenman no maki (ウッカリ夫人とチャッカリ夫人 夫婦御円満の巻?) de Nobuo Aoyagi
- 1956 : Kimi no utagoe (君のうたごえ?) de Tetsuo Takada
- 1956 : Printemps précoce (早春, Soshun?) de Yasujirō Ozu
- 1956 : Ma no kisetsu: Haru no mizuumi (魔の季節 春のみづうみ?) de Tsuruo Iwama (ja)
- 1956 : Conte des chrysanthèmes tardifs (残菊物語, Zangiku monogatari?) de Kōji Shima
- 1956 : Hitozuma tsubaki (人妻椿?) de Kenkichi Hara
- 1956 : Rakuten fujin (楽天夫人?) de Yoshiaki Banshō (ja)
- 1956 : Tsuruhachi Tsurujirō (鶴八鶴次郎?) de Tatsuo Ōsone
- 1956 : Le Pont du Japon (日本橋, Nihonbashi?) de Kon Ichikawa
- 1956 : Yonimo omoshiroi otoko no isshō : Katsura Harudanji (世にも面白い男の一生 桂春団治?) de Keigo Kimura
- 1956 : L'Histoire de Heike - Shizuka et Yoshitsune (新平家物語 静と義経, Shin Heike monogatari: Shizuka to Yoshitsune?) de Kōji Shima
- 1957 : Une danseuse (踊子, Odoriko?) de Hiroshi Shimizu
- 1957 : Le Corbeau jaune (黄色いからす, Kiiroi karasu?) de Heinosuke Gosho
- 1957 : Ōban (大番?) de Yasuki Chiba
- 1957 : Onna no hada (女の肌?) de Kōji Shima
- 1957 : Karada no naka o kaze ga fuku (体の中を風が吹く?) de Yoshirō Kawazu
- 1957 : Hadaka no machi (裸の町?) de Seiji Hisamatsu
- 1957 : Zoku Ōban : Fūun hen (続大番 風雲編?) de Yasuki Chiba
- 1957 : Le Calme du soir (夕凪, Yūnagi?) de Shirō Toyoda
- 1957 : Carnets secrets du détroit de Naruto (鳴門秘帖, Naruto hichō?) de Teinosuke Kinugasa
- 1957 : Le Quartier des fous (気違い部落, Kichigai buraku?) de Minoru Shibuya
- 1957 : Zokuzoku Ōban : Dōto uhen (続々大番 怒濤篇?) de Yasuki Chiba
- 1958 : Je ne perdrai pas jusqu'à ce que je gagne (負ケラレセン勝マデハ, Makeraremasen katsumadewa?) de Shirō Toyoda
- 1958 : La Lumière des lucioles (螢火, Hotarubi?) de Heinosuke Gosho
- 1958 : La Vengeance des loyaux serviteurs (忠臣蔵, Chūshingura?) de Kunio Watanabe : Riku Ōishi
- 1958 : Ōban : Kanketsu hen (大番 完結篇?) de Yasuki Chiba
- 1958 : L'Auberge de la gare (喜劇 駅前旅館, Kigeki: Ekimae ryokan?) de Shirō Toyoda
- 1958 : Nuages d'été (鰯雲, Iwashigumo?) de Mikio Naruse
- 1958 : Nichiren to mōko daishūrai (日蓮と蒙古大襲来?) de Kunio Watanabe
- 1958 : Shin katei mondō (新家庭問答?) de Yoshiaki Banshō (ja)
- 1959 : La Condition de l'homme: Il n'y a pas de plus grand amour (人間の條件, Ningen no joken I?) de Masaki Kobayashi
- 1959 : La Tenture de fleurs (花のれん, Hana noren?) de Shirō Toyoda
- 1959 : L'Image de la mère (母のおもかげ, Haha no omokage?) de Hiroshi Shimizu
- 1959 : Méthode d'élevage des hommes (男性飼育法, Dansei shiikuhō?) de Shirō Toyoda
- 1959 : Chambre à louer (貸間あり, Kashima ari?) de Yūzō Kawashima
- 1959 : Pèlerinage nocturne (暗夜行路, An'ya kōro?) de Shirō Toyoda
- 1959 : Utamaro, peintre de femmes (歌麿をめぐる五人の女, Utamaro wo meguru gonin no onna?) de Keigo Kimura
- 1959 : Yukinojo joue plusieurs rôles (雪之丞変化, Yukinojō henge?) de Masahiro Makino
- 1960 : Tenka no ōdorobō: Shiranami gonin otoko (天下の大泥棒 白浪五人男?) de Kōzō Saeki
- 1960 : L'Antiquaire (珍品堂主人, Chinpindō shujin?) de Shirō Toyoda
- 1960 : La Voie fleurie de l'enfer (天保六花撰 地獄の花道, Tenpō rokkasen: Jigoku no hanamichi?) de Masahiro Makino
- 1960 : Saké, femmes et lances (酒と女と槍, Sake to onna to yari?) de Tomu Uchida
- 1960 : Teki wa Honnō-ji ni ari (敵は本能寺にあり?) de Tatsuo Ōsone
- 1960 : Dangan taishō (弾丸大将?) de Miyoji Ieki
- 1960 : Akasaka no shimai: Yoru no hada (赤坂の姉妹 夜の肌?) de Yūzō Kawashima
- 1961 : Shima no sehiro no oyabunshō (縞の背広の親分衆?) de Yūzō Kawashima
- 1961 : La Peau d'un flic d'Edo (江戸っ子肌, Edokko hada?) de Masahiro Makino
- 1961 : Les Grincheuses (もず, Mozu?) de Minoru Shibuya
- 1961 : Koi to noren (恋とのれん?) de Yoshiaki Banshō (ja)
- 1961 : Histoire du Tokyo nocturne (東京夜話, Tōkyō yawa?) de Shirō Toyoda
- 1961 : Comme épouse et comme femme (妻として女として, Tsuma to shite onna to shite?) de Mikio Naruse
- 1961 : Un homme bon (好人好日, Kōjin kōjitsu?) de Minoru Shibuya
- 1961 : Kigeki: Ekimae danchi (喜劇 駅前団地?) de Seiji Hisamatsu
- 1961 : La Nuit des femmes (女ばかりの夜, Onna bakari no yoru?) de Kinuyo Tanaka : Mme Nogami
- 1961 : Mama ouchi ga moeteru no (ママおうちが燃えてるの?) de Yoshirō Kawazu
- 1961 : Ishin no kagaribi (維新の篝火?) de Sadatsugu Matsuda
- 1961 : L'Ombre des fleurs (花影, Kaei?) de Yūzō Kawashima
- 1961 : Jigoku no soko o buchi yabure (地獄の底をぶち破れ?) de Yasushi Sasaki
- 1961 : Kigeki: Ekimae bentō (喜劇 駅前弁当?) de Seiji Hisamatsu
- 1962 : Aru kankei (ある関係?) de Keigo Kimura
- 1962 : Hagure nenbutsu: Kanki mandara (はぐれ念仏 歓喜まんだら?) de Kōzō Saeki
- 1962 : Tatsu (どぶろくの辰, Doburoku no Tatsu?) de Hiroshi Inagaki
- 1962 : Otoko dokyō no ayamegasa (男度胸のあやめ笠?) de Yasushi Sasaki
- 1962 : Kigeki: Ekimae onsen (喜劇 駅前温泉?) de Seiji Hisamatsu
- 1962 : Ōshō, le joueur d'échecs (王将, Ōshō?) de Daisuke Itō
- 1962 : Kawano hotoride (河のほとりで?) de Yasuki Chiba
- 1962 : Kigeki: Ekimae hanten (喜劇 駅前飯店?) de Seiji Hisamatsu
- 1963 : Kigeki: Tonkatsu ichidai (喜劇 とんかつ一代?) de Yūzō Kawashima
- 1963 : Shiro to kuro (白と黒?) de Hiromichi Horikawa
- 1963 : Muhōmatsu no isshō (無法松の一生?) de Shinji Murayama (ja)
- 1963 : La Paix de la cuisine (台所太平記, Daidokoro taiheiki?) de Shirō Toyoda
- 1963 : Kigeki: Ekimae chagama (喜劇 駅前茶釜?) de Seiji Hisamatsu
- 1963 : Nouvelle relation matrimoniale (新・夫婦善哉, Shin meoto zenzai?) de Shirō Toyoda
- 1964 : Kigeki: Ekimae okami (喜劇 駅前女将?) de Kōzō Saeki
- 1964 : Misuta jaiantsu: Shiyōri no hata (ミスター・ジャイアンツ 勝利の旗?) de Kōzō Saeki
- 1964 : La Veuve joyeuse (喜劇 陽気な未亡人, Kigeki: Yōkina mibōjin?) de Shirō Toyoda
- 1964 : Kigeki: Ekimae kaidan (喜劇 駅前怪談?) de Kōzō Saeki
- 1964 : Des pierres sur le chemin (路傍の石, Robō no ishi?) de Miyoji Ieki
- 1964 : Kigeki: Ekimae ondo (喜劇 駅前音頭?) de Kōzō Saeki
- 1964 : Kigeki: Ekimae tenjin (喜劇 駅前天神?) de Kōzō Saeki
- 1965 : La Clinique de la gare (喜劇 駅前医院, Kigeki: Ekimae iin?) de Kōzō Saeki
- 1965 : Saigō no shinpan (最後の審判?) de Hiromichi Horikawa
- 1965 : Ore ni tsuite koi! (おれについてこい！?) de Hiromichi Horikawa
- 1965 : Kigeki: Ekimae kin'yū (喜劇 駅前金融?) de Kōzō Saeki
- 1965 : Kigeki: Ekimae daigaku (喜劇 駅前大学?) de Kōzō Saeki
- 1965 : Anma taiheiki (あんま太平記?) de Kōzō Saeki
- 1966 : Kigeki: Ekimae benten (喜劇 駅前弁天?) de Kōzō Saeki
- 1966 : Watashi, chigatteiru kashira (私、違っているかしら?) d'Akinori Matsuo
- 1966 : Kigeki: Ekimae bantō (喜劇 駅前番頭?) de Kōzō Saeki
- 1966 : Kigeki: Ekimae keiba (喜劇 駅前競馬?) de Kōzō Saeki
- 1967 : Kigeki: Ekimae mangan (喜劇 駅前満貫?) de Kōzō Saeki
- 1967 : Kigeki: Ekimae gakuen (喜劇 駅前学園?) de  Kazuo Inoue (ja)
- 1967 : Kigeki: Ekimae tanken (喜劇 駅前探検?) de  Kazuo Inoue (ja)
- 1967 : Cent ans devant la gare (喜劇 駅前百年, Kigeki: Ekimae hyakunen?) de Shirō Toyoda
- 1968 : Kigeki: Ekimae kazan (喜劇 駅前火山?) de Tatsuo Yamada (ja)
- 1968 : Ōoku emaki (大奥絵巻?) de Kōsaku Yamashita
- 1973 : Bishamonten bojō (毘沙門天慕情?) de Michiyoshi Doi (ja)
- 1976 : Kigeki: Hyakkuten manten (喜劇 百点満点?) de Shūe Matsubayashi
- 1983 : Les Enfants de Nagasaki (この子を残して, Kono ko wo nokoshite?) de Keisuke Kinoshita
- 1983 : J'ai vécu, mais... (生きてはみたけれど 小津安二郎物語, Ikite wa mita keredo: Ozu Yasujirō den?) de  Kazuo Inoue (ja)
- 1986 : Keshin (化身?) de Yōichi Higashi
- 1994 : Jardin d'été (夏の庭, Natsu no niwa?) de Shinji Sōmai : Yayoi
- 1997 : Gōingu wesuto: Ni shi e... (Going West 西へ...?) de Kan Mukai (ja)
- 1999 : Furusato (故郷?) de Kan Mukai (ja)
- 2001 : Shiberia chō tokkyū ni (シベリア超特急２?) de Haruo Mizuno (ja)
- 2005 : Daiteiden no yoru ni (大停電の夜に?) de Takashi Minamoto (ja)
- 2010 : Voyage avec Haru (春との旅, Haru tono tabi?) de Masahiro Kobayashi

## Distinctions
Sauf indication contraire, les informations mentionnées dans cette section peuvent être confirmées par la base de données cinématographiques IMDb,  présente dans la section « Liens externes ».

### Décorations
- 1988 : récipiendaire de la Médaille au ruban pourpre
- 1995 : récipiendaire de l'ordre de la Couronne précieuse de quatrième classe

### Récompenses
- 1951 : Prix Blue Ribbon de la meilleure actrice pour Tohu-bohu et Okusama ni goyōjin[2],[5]
- 1956 : Prix Blue Ribbon de la meilleure actrice pour La Relation matrimoniale[6]
- 1956 : Prix Kan-Kikuchi pour son jeu d'actrice
- 1959 : Prix du film Mainichi de la meilleure actrice  pour La Lumière des lucioles et Nuages d'été[7]
- 1998 : Prix Kinuyo Tanaka[8],[9]